# Dennis Gentenaar
Dennis Gentenaar (* 30. September 1975 in Nijmegen) ist ein niederländischer Fußballtorhüter.

## Karriere
Gentenaar stammt aus der Jugend des NEC Nijmegen, bei denen er seit 1995/96 als Ersatztorwart diente. In der Saison 2000/01 schaffte er den Sprung in die Startelf. Bis zu diesem Zeitpunkt absolvierte er nur sieben Ligaspiele für NEC. Bis er zur Spielzeit 2005/06 blieb er in Nijmegen, ehe er in die Bundesliga zu Borussia Dortmund wechselte. Nach dem Ausfall von Roman Weidenfeller, überzeugte Gentenaar ab dem 24. Spieltag in zehn Spielen für den BVB mit hervorragenden Paraden und hielt die Dortmunder mehrmals im Spiel. Insgesamt neun Gegentore kassierte der Torhüter in der Bundesliga. Allerdings blieb er nur eine Saison in Dortmund und ging anschließend wieder zurück in die Niederlande und schloss sich dem Traditionsverein Ajax Amsterdam an. Dort war er hinter Maarten Stekelenburg Torwart Nummer 2. Zum Ende seiner ersten Saison bei Ajax konnte Gentenaar mit dem Gewinn des KNVB-Pokals seinen ersten Titel feiern. Die darauf folgenden zwei Saisons endeten enttäuschend: es konnte kein nationaler Titel gewonnen werden. Sein Konkurrent um die Position im Tor Maarten Stekelenburg behielt weiterhin seinen Stammplatz. Zur Spielzeit 2009/10 wechselte Gentenaar zu VVV-Venlo, wo er in Konkurrenz zum Belgier Kevin Begois trat.
Im Sommer 2012 verließ er Venlo nach drei Jahren und schloss sich Almere City FC an.

## Erfolge
Verein:
- Johan-Cruyff-Schaal mit Ajax Amsterdam: 2007
- KNVB-Pokal mit Ajax Amsterdam: 2006/07

Individuell:
- NEC-Spieler des Jahres: 2004

## Privatleben
Gentenaar ist verheiratet und hat zwei Kinder.